# Amsterdamsche Football Club Ajax 2003-2004
Questa pagina raccoglie i dati riguardanti l'Amsterdamsche Football Club Ajax nelle competizioni ufficiali della stagione 2003-2004.

## Stagione
Questa stagione inizia senza  Cristian Chivu, che si è trasferito alla Roma, mentre viene acquistato Wesley Sonck.
L'Ajax accede alla Champions League dopo aver battuto nel terzo turno preliminare il Grazer AK, ed in seguito viene inserito nel gruppo H. Qui si trova insieme a Milan (che aveva avuto la meglio nei quarti della passata edizione), Celta Vigo e Club Bruges. Gli olandesi rimangono in corsa per il passaggio del turno fino all'ultima giornata, quando è purtroppo decisiva la sconfitta in Belgio. Chiudono ultimi a sei punti, frutto di quattro sconfitte e due vittorie, e vengono eliminati. Molto breve è il cammino alla KNVB beker: i Lancieri entrano agli ottavi, ma sono subito battuti dal NAC Breda. La stagione si conclude comunque con la vittoria del ventinovesimo titolo olandese, staccando il PSV di sei punti.

## Organigramma societario
Fonte
Area direttiva
- Presidente:  John Jaakke.

Area tecnica
- Allenatore:  Ronald Koeman.
- Direttore tecnico:  Louis van Gaal.

## Rosa
| N. |                        | Ruolo | Calciatore           |
| -- | ---------------------- | ----- | -------------------- |
| 1  | Romania (bandiera)     | P     | Bogdan Lobonț        |
| 2  | Tunisia (bandiera)     | D     | Hatem Trabelsi       |
| 3  | Finlandia (bandiera)   | D     | Petri Pasanen        |
| 4  | Francia (bandiera)     | D     | Julien Escudé        |
| 5  | Stati Uniti (bandiera) | C     | John O'Brien         |
| 6  | Rep. Ceca (bandiera)   | C     | Tomáš Galásek        |
| 7  | Belgio (bandiera)      | C     | Tom Soetaers         |
| 8  | Sudafrica (bandiera)   | C     | Steven Pienaar       |
| 9  | Svezia (bandiera)      | A     | Zlatan Ibrahimović   |
| 10 | Paesi Bassi (bandiera) | C     | Rafael van der Vaart |
| 11 | Paesi Bassi (bandiera) | A     | Victor Sikora        |
| 12 | Paesi Bassi (bandiera) | D     | John Heitinga        |
| 14 | Belgio (bandiera)      | D     | Jelle van Damme      |
| 15 | Brasile (bandiera)     | D     | Maxwell              |
| 16 | Paesi Bassi (bandiera) | C     | Nigel de Jong        |
| 17 | Brasile (bandiera)     | C     | Wamberto             |
| 17 | Grecia (bandiera)      | A     | Yannis Anastasiou    |

| N. |                        | Ruolo | Calciatore           |
| -- | ---------------------- | ----- | -------------------- |
| 18 | Paesi Bassi (bandiera) | C     | Wesley Sneijder      |
| 19 | Belgio (bandiera)      | A     | Wesley Sonck         |
| 20 | Finlandia (bandiera)   | C     | Jari Litmanen        |
| 21 | Paesi Bassi (bandiera) | P     | Maarten Stekelenburg |
| 22 | Ghana (bandiera)       | C     | Abubakari Yakubu     |
| 23 | Rep. Ceca (bandiera)   | D     | Zdeněk Grygera       |
| 26 | Ghana (bandiera)       | C     | Anthony Obodai       |
| 27 | Paesi Bassi (bandiera) | C     | Daniël de Ridder     |
| 28 | Marocco (bandiera)     | C     | Nourdin Boukhari     |
| 29 | Romania (bandiera)     | C     | Nicolae Mitea        |
| 30 | Australia (bandiera)   | C     | Jason Čulina         |
| 31 | Paesi Bassi (bandiera) | P     | Sander Boschker      |
| 33 | Belgio (bandiera)      | D     | Thomas Vermaelen     |
| 37 | Belgio (bandiera)      | C     | Tom De Mul           |
| 39 | Paesi Bassi (bandiera) | A     | Ryan Babel           |
| 27 | Paesi Bassi (bandiera) | A     | Cedric van der Gun   |

## Statistiche

### Statistiche di squadra
| Competizione          | Punti | Totale | Totale | Totale | Totale | Totale | Totale |
| Competizione          | Punti | G      | V      | N      | P      | Gf     | Gs     |
| --------------------- | ----- | ------ | ------ | ------ | ------ | ------ | ------ |
| Eredivisie            | 80    | 34     | 25     | 5      | 4      | 79     | 31     |
| KNVB beker            | -     | 1      | 0      | 0      | 1      | 0      | 1      |
| UEFA Champions League | 6     | 8      | 3      | 1      | 4      | 9      | 9      |
| Totale                |       | 43     | 28     | 6      | 9      | 88     | 41     |

### Statistiche individuali
- Calciatore olandese dell'anno
  -  Maxwell
- Gouden Schoen
  -  Maxwell
- Talento dell'anno
  -  Wesley Sneijder